# Saut en longueur masculin aux Jeux olympiques d'été de 1968
Pour un article plus général, voir Athlétisme aux Jeux olympiques d'été de 1968.
Navigation
Tokyo 1964 Munich 1972
L'épreuve du saut en longueur masculin aux Jeux olympiques de 1968 s'est déroulée les 17 et 18 octobre 1968 au Stade olympique universitaire de Mexico, au Mexique. Elle est remportée par l'Américain Bob Beamon qui établit un nouveau record du monde avec un saut à 8,90 m.

## Résultats

### Finale
| Rang               | Athlète            | Essais | Essais | Essais | Essais | Essais | Essais | Marque | Note |
| Rang               | Athlète            | 1      | 2      | 3      | 4      | 5      | 6      | Marque | Note |
| ------------------ | ------------------ | ------ | ------ | ------ | ------ | ------ | ------ | ------ | ---- |
| Médaille d'or      | Bob Beamon         | 8,90   | 8,04   | -      | -      | -      | -      | 8,90   | WR   |
| Médaille d'argent  | Klaus Beer         | 7,97   | 8,19   | X      | 7,62   | X      | X      | 8,19   |      |
| Médaille de bronze | Ralph Boston       | 8,16   | 8,05   | 7,91   | X      | X      | 7,97   | 8,16   |      |
| 4                  | Igor Ter-Ovanesyan | 8,12   | 8,09   | X      | X      | 8,10   | 8,08   | 8,12   |      |
| 5                  | Tonu Lepik         | 7,82   | 8,09   | 7,63   | 7,36   | 7,84   | 7,75   | 8,09   |      |
| 6                  | Allen Crawley      | X      | 8,01   | X      | 7,80   | X      | 8,02   | 8,02   |      |
| 7                  | Jack Pani          | 7,94   | 7,97   | 7,69   | 7,58   | 7,61   | X      | 7,97   |      |
| 8                  | Andrzej Stalmach   | 7,71   | 7,94   | 7,88   | 7,75   | 7,75   | 7,84   | 7,94   |      |
| 9                  | Lynn Davies        | 6,43   | 7,94   | X      |        |        |        | 7,94   |      |
| 10                 | Hiroomi Yamada     | X      | 7,93   | X      |        |        |        | 7,93   |      |
| 11                 | Leonid Barkovskij  | 7,90   | 7,82   | X      |        |        |        | 7,90   |      |
| 12                 | Reinhold Boschert  | X      | 7,54   | 7,89   |        |        |        | 7,89   |      |
| 13                 | Michael Ahey       | 7,71   | 7,57   | 7,40   |        |        |        | 7,71   |      |
| 14                 | Lars-Olof Hook     | 7,66   | X      | X      |        |        |        | 7,66   |      |
| 15                 | Victor Brooks      | X      | X      | 7,51   |        |        |        | 7,51   |      |
| 16                 | Gérard Ugolini     | 7,44   | 7,02   | X      |        |        |        | 7,44   |      |

## Légende
Records et Performances
- AR : Record continental (area record)
- CR : Record des championnats (championship record)
- MR : Record du meeting (meet record)
- NR : Record national (national record)
- OR : Record olympique (olympic record)
- PR : Record paralympique (paralympic record)
- PB : Record personnel (personal best)
- SB : Meilleure performance personnelle de la saison (season's best)
- WL : Meilleure performance mondiale de l'année (world leader)
- WJR : Record du monde junior (world junior record)
- WR : Record du monde (world record)

Circonstances et Conditions
- DNF : N'a pas terminé (did not finish)
- DNS : N'a pas pris le départ (did not start)
- DQ : Disqualification (disqualification)
- NM : Aucun essai valable enregistré (No Mark)
- Q : Qualifié « directement » au prochain tour (ou à la prochaine compétition), lors d'une compétition majeure, grâce au classement ou à la réalisation des minima (automatic qualifier)
- q : Qualifié au prochain tour (ou à la prochaine compétition), lors d'une compétition majeure, grâce au repêchage ou à la réalisation de l'une des meilleures performances parmi celles des « non qualifiés directement » (grâce au meilleur temps ou à la meilleure distance par exemple) (secondary qualifier)